# Jozef Balej
Jozef Balej (* 22. února 1982, Myjava, Československo) je bývalý slovenský lední hokejista. Hrál v severoamerických ligách WHL a AHL. Draftoval jej Montreal Canadiens, v NHL se ale výrazněji neprosadil a po návratu do Evropy hrál například českou a slovenskou extraligu nebo ve Švýcarsku.

## Hráčská kariéra
- 1996–1997 HC Dukla Trenčín
- 1997–1998 HC Dukla Trenčín
- 1998–1999 Thunder Bay Flyers
- 1999–2000 Portland Winter Hawks
- 2000–2001 Portland Winter Hawks
- 2001–2002 Portland Winter Hawks
- 2002–2003 Hamilton Bulldogs
- 2003–2004 New York Rangers, Montreal Canadiens, Hamilton Bulldogs, Hartford Wolf Pack
- 2004–2005 Hartford Wolf Pack
- 2005–2006 Vancouver Canucks, Manitoba Moose
- 2006–2007 Fribourg-Gottéron
- 2007–2008 Manitoba Moose
- 2008–2009 HC Oceláři Třinec
- 2009–2010 HC Oceláři Třinec
- 2010–2011 HC Kometa Brno
- 2011–2012 HC Slovan Bratislava, HC Kometa Brno
- 2012–2013 HC Škoda Plzeň
- 2013–2014 Piráti Chomutov
- 2014–2015 HC Škoda Plzeň